# Deflazakort
Deflazakort (łac. Deflazacortum) – organiczny związek chemiczny, syntetyczny glikokortykosteroid; lek o działaniu przeciwzapalnym i immunosupresyjnym.
Ma mniej nasilone działania niepożądane, takie jak zaburzenia w gospodarce węglowodanowej i wapniowej czy skłonność do powstawania osteoporozy. Charakteryzuje się raczej krótkotrwałym hamowaniem podwzgórza i przysadki względem innych steroidów.
Lek nie jest dostępny w Polsce.